# Théâtre Jean-Vilar (Montpellier)
Pour les articles homonymes, voir Théâtre Jean-Vilar.
Le Théâtre Jean Vilar - Montpellier est un théâtre municipal ouvert en septembre 1994. Il est implanté dans le Quartier de la Mosson, dans une partie des anciens bâtiments du Mas de la Paillade.

## Historique

### Le Mas de la Paillade
Le Mas de la Paillade fait partie de l’ensemble des « folies de la Mosson » construites aux XVIIIe et XIXe siècles dans le Languedoc, par les riches bourgeois locaux et les fonctionnaires de Paris en poste à Montpellier (Domaine Bonnier de la Mosson, Château de l'Engarran…).
Ce domaine viticole une ancienne propriété de la famille Baroncelli, dont les ancêtres firent fortune dans le commerce. Son dernier propriétaire est Jean de Baroncelli (fils du cinéaste Jacques de Baroncelli), écrivain et critique cinématographique au journal Le Monde, marié en 1949 à l'actrice Sophie Desmarets. Bien qu’ils vivent à Paris, ils font de fréquents séjours avec leurs enfants au domaine de la Paillade, où ils organisent régulièrement des fêtes, dans le grand mas et dans le parc, attirant de nombreux amis du monde du spectacle.
Conçu au XIXe siècle, le parc se compose :
- d’une partie ornementale aux abords du bâtiment principal, caractérisé par des parterres de gazon traversés par des allées sinueuses, des arbres exotiques (séquoia remarquable), un bassin à rocailles…
- d’un parc boisé naturel, ancien domaine de chasse, animé par des « fabriques » à l’anglaise : canalette, gloriette, pont…

Après le gel des vignes du domaine, en 1956, la famille décide de vendre une partie des terrains agricoles à la ville, puis le domaine lui-même quelques années plus tard.

### Réhabilitation
À partir de 1978, l’ensemble du parc, d’une superficie de 25 587 m2, est réhabilité et devient le premier grand parc public du quartier de la Paillade.
Les bâtiments sont également réhabilités et investis par différents services municipaux. Aujourd’hui, ils sont répartis entre plusieurs structures :
- la maison de maître – le « château » - abrite les bureaux administratifs du Théâtre, ainsi qu’une annexe de la mairie ;
- le chai de l’aile est, d’abord transformé en caserne des pompiers, puis reconverti en 1994 en salle de spectacle, l’actuel théâtre. Une partie du bâtiment abrite également l’« Espace Bernard Glandier », consacré à la danse et géré par la « Compagnie Didier Théron » ;
- l’aile ouest du corps de ferme abrite la Maison pour tous Léo Lagrange.

## Présentation
Le Théâtre Jean Vilar dispose d'une salle en disposition frontale pouvant accueillir 374 spectateurs (330 sièges fixes et 44 strapontins), dotée d'une scène de 13 mètres d’ouverture de mur à mur, de 11 mètres de profondeur et de 6,90 mètres de hauteur sous perche.
Il dispose également d'un bar-restaurant de 250 m2 rénové en 2014 et désormais doté d'une programmation favorisant le lien au quartier, aux artistes émergents, à la pratique amateur, sous l'intitulé "La Petite scène".
L'activité du théâtre est orientée selon trois axes : la diffusion, la création, l'action culturelle; cette dernière comprend un important volet d'éducation artistique, une activité emblématique de "création partagée" et d'autres projets participatifs impliquant des habitants. De nombreuses créations sont accueillies et coproduites par le théâtre Jean Vilar, qui joue un rôle important pour les compagnies de son territoire : Montpellier et sa région. L'offre faite au public représente une trentaine de spectacles par an.
Le Théâtre Jean Vilar est un service de la Ville de Montpellier, au sein de la Direction de la Culture et du Patrimoine. Il bénéficie du soutien financier du ministère de la culture (Direction des Affaires Culturelles d'Occitanie) et collabore avec l’Éducation Nationale (Service éducatif labellisé).
Il a été dirigé par Luc Braemer de sa création en 1994 jusqu'en 2013. Depuis le 1er janvier 2014, il est dirigé par Frantz Delplanque.